# 金方慶
金方慶（1212年—1300年），字本然，高麗王朝的將領、都督使。新羅敬順王九世孫，慶尚北道安東金氏出身。1300年過世，享年88歲，諡忠烈。
從元宗時代就在高麗朝廷中活躍，1271年更和蒙古軍一同討伐三別抄之亂并获得了軍功。1274年，奉忽必烈的命令參與文永之役進攻日本，担任高麗軍司令官。但是與同是高麗人的洪茶丘意见常常相反，这也可能是文永之役元军战败的原因之一。根據《高麗史》的記載，在文永之役後，金方慶俘虏了兩百名日本人，獻給高麗王作為奴隸。原文如下：「侍中金方慶等還師、忽敦以所俘童男女二百人獻王及公主。」
1277年，因為洪茶丘進讒言，他以謀反的罪名被忽必烈逮捕入獄，後來在高麗忠烈王苦苦求情和担保之下，方才無罪釋放。1281年的弘安之役也是以高麗軍司令官的身份參戰。